# Черашу (комуна)
Черашу (рум. Cerașu) — комуна у повіті Прахова в Румунії. До складу комуни входять такі села (дані про населення за 2002 рік):
- Валя-Борулуй (628 осіб)
- Валя-Бредетулуй (393 особи)
- Валя-Леспезій (439 осіб)
- Валя-Точій (358 осіб)
- Слон (2461 особа)
- Черашу (911 осіб)

Комуна розташована на відстані 98 км на північ від Бухареста, 42 км на північ від Плоєшті, 49 км на південний схід від Брашова.

## Населення
За даними перепису населення 2002 року у комуні проживали 5190 осіб.
Національний склад населення комуни:
| Національність | Кількість осіб | Відсоток |
| -------------- | -------------- | -------- |
| румуни         | 5188           | > 99,9%  |
| угорці         | 1              | < 0,1%   |
| німці          | 1              | < 0,1%   |

Рідною мовою назвали:
| Мова      | Кількість осіб | Відсоток |
| --------- | -------------- | -------- |
| румунська | 5188           | > 99,9%  |
| угорська  | 1              | < 0,1%   |
| німецька  | 1              | < 0,1%   |

Склад населення комуни за віросповіданням:
| Релігія       | Кількість осіб | Відсоток |
| ------------- | -------------- | -------- |
| православні   | 5065           | 97,6%    |
| адвентисти    | 87             | 1,7%     |
| лютерани      | 18             | 0,3%     |
| бретрени      | 8              | 0,2%     |
| баптисти      | 3              | 0,1%     |
| не релігійні  | 2              | < 0,1%   |
| римо-католики | 1              | < 0,1%   |
| атеїсти       | 1              | < 0,1%   |